# Naisula Lesuuda

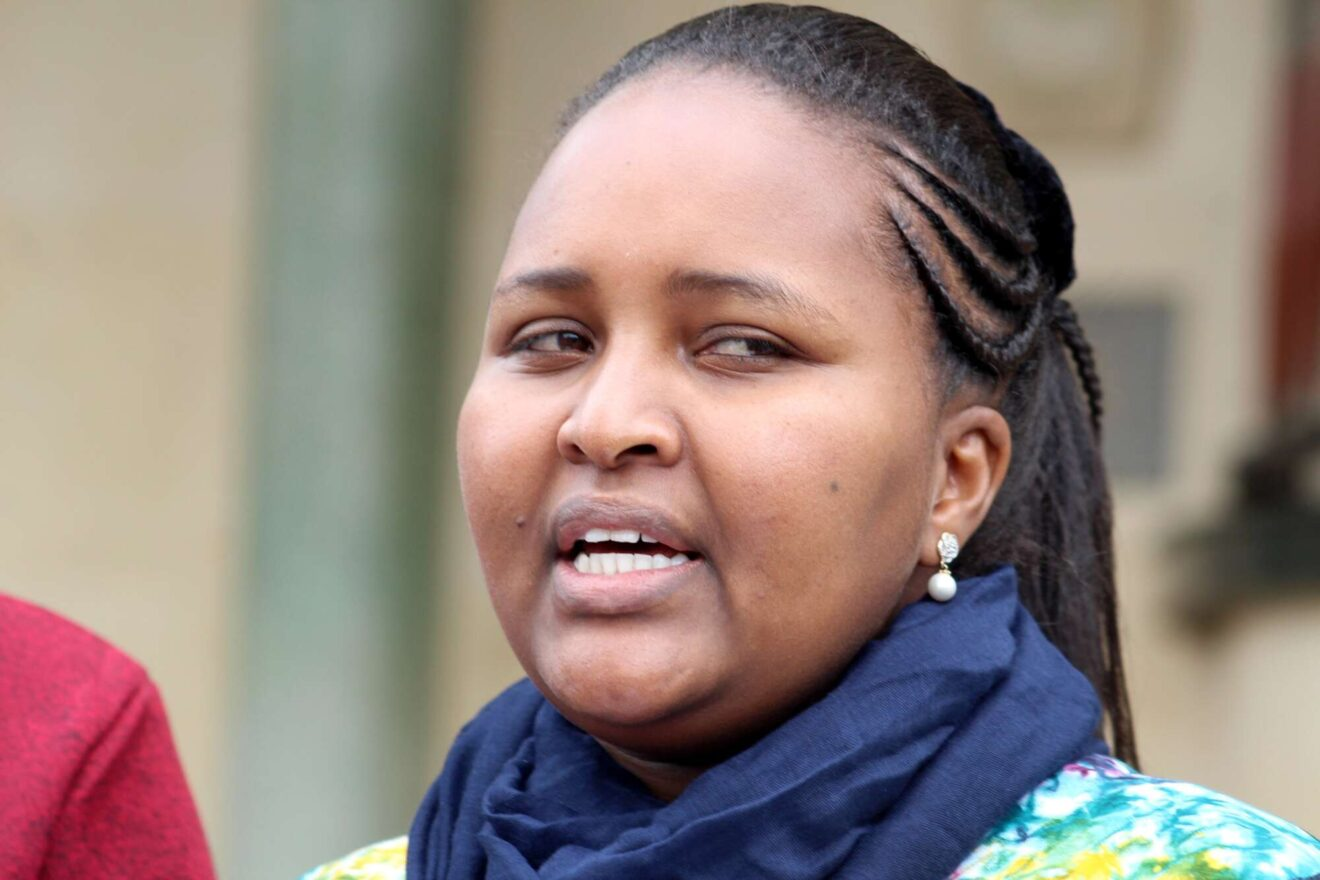
Naisula Lesuuda vào năm 2020

Naisula Lesuuda (sinh ngày 30 tháng 4 năm 1984) là một chính trị gia Kenya và là nhà hoạt động vì quyền phụ nữ.

## Thân thế và giáo dục ban đầu
Lesuuda sinh tại Samburu vào ngày 30 tháng 4 năm 1984 bà là con đầu trong gia đình 3 người con, cha là một giám mục Anh giáo và mẹ là một nữ doanh nhân. Bà tốt nghiệp Đại học Daystar với tấm bằng truyền thông và phát triển cộng đồng.

## Sự nghiệp
Lesuuda làm việc như một nhà báo tại Tổng công ty phát thanh truyền hình Kenya, bao gồm cả dẫn chương trình Good Morning Kenya. Vào năm 2009, sau cuộc đột kích ăn cắp gia súc ở Laikipia làm mười người thiệt mạng, bà đã sáng lập tổ chức hòa bình Laikipia Peace Caravan Dẫn đến việc thành lập một số tổ chức hòa bình địa phương khác, được hỗ trợ bởi chính phủ Kenya và USAid. Năm 2010, bà trở thành người phụ nữ trẻ nhất Kenya giành được Huân chương Tổng thống của Grand Warrior.
Vào năm 2013, Lesuuda chuyển sang công việc mới trong Tổ chức Hòa bình Naisula Lesuuda, với nhiệm vụ ủng hộ quyền được giáo dục của trẻ em gái và xóa bỏcắt xén bộ phận sinh dục nữ và nạn tảo hôn.
Lesuuda tham gia chiến dịch tranh cử Tổng thống Uhuru Kenyatta năm 2013, và được chọn trên vé bên TNA đại diện Quận Samburu tại Thượng viện vào năm 2013, trở thành thành viên nữ trẻ nhất. Sau đó bà được bầu làm Phó Chủ tịch Hiệp hội Nghị viện Phụ nữ Kenya.
Vào năm 2016, bà thông báo bà sẽ rời Thượng viện để tìm kiếm bầu cử với tư cách là một thành viên của Quốc hội cho Samburu West, trong năm 2017 bà chuyển từ Jubilee sang KANU. Bà đã duy trì sự hỗ trợ của mình cho Kenyatta
.
Tại cuộc bầu cử năm 2017, Lesuuda được bầu với 14.560 phiếu, đánh bại đương kim Jonathan Lelelit, người đã nhận được 13.970 phiếu bầu, trở thành thành viên nữ đầu tiên của quốc hội cho cử tri.
. Trong kỳ họp quốc hội vào tháng 8 năm 2017, bà tuyên bố ý định nộp đơn xin làm Phó Chủ tịch, nhưng đã không nộp đơn trước khi bỏ phiếu.